# Yūkaku
Yūkaku (jap. 遊廓) – byłe legalne dzielnice czerwonych latarni w dawnej Japonii, w których działały zarówno domy publiczne, jak i prostytutki yūjo (遊女, dosł. „kobiety rozkoszy”), których wyższe rangi były znane jako oiran (花魁) i uznane przez rząd japoński.

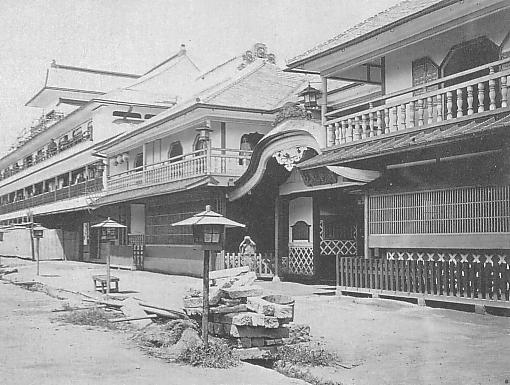
Dzielnica czerwonych latarni Yoshiwara w Tokio około 1872 roku

Prostytucja była oficjalnie legalna i mogła być opłacana tylko na tych obszarach, ale było wiele miejsc, w których nielegalnie pracowały prostytutki znanych jako Okabasho (岡場所), powszechnie znane jako wszystkie nielicencjonowane dzielnice czerwonych latarni, z wyjątkiem Yoshiwary (później włączając Shimabarę i Shinmachi).